# Daniela Asinari
Daniela Asinari (Marcos Juárez, Córdoba, 22 de noviembre de 1979), abogada distinguida de la ciudad de Rosario

## Breve reseña
Obtuvo su título de abogada en la Facultad de Derecho de la Universidad Nacional de Rosario. Poco tiempo después de finalizar sus estudios integró el equipo jurídico de Familiares de Detenidos y Desaparecidos por Razones Políticas y de la Liga Argentina por los Derechos del Hombre, y participó en la preparación de los primeros juicios que se hicieron en Rosario por delitos de lesa humanidad. También fue represente legal del Movimiento Giros.
En el año 2012, Daniela repudió junto a organismos de derechos humanos, al Colegio de Abogados de Rosario por no tratar la quita de matrícula al represor Daniel Amelong.
En abril de 2013 fue designada Defensora Pública de Rosario, votada por unanimidad para el cargo por Asamblea Legislativa de la Provincia de Santa Fe.

## Abogada Distinguida
En el año 2010, el Concejo Municipal de Rosario le otorgó el título de "Abogada Distinguida" junto a otros profesionales del Derecho, por formar parte del cuerpo de querellantes y en reconocimiento por actuar como abogada en la causa Guerrieri – Amelong.
Estas causas fueron reabiertas luego que se derogaran las leyes de impunidad. En el acto se evocó a profesionales víctimas del terrorismo de Estado como Eduardo Garat, Lezcano, Felipe Rodríguez Araya y Delia Rodríguez Araya.